# Eduardo Anguita
Eduardo Anguita Cuéllar (Yerbas Buenas, 14 de noviembre de 1914-Santiago, 12 de agosto de 1992) fue un poeta chileno de la llamada generación literaria de 1938, Premio Nacional de Literatura de 1988.

## Biografía
Hijo de Heriberto Anguita y Lidia Cuéllar, a los tres años llega a San Bernardo, con sus padres, hermanos (Mariana y Heriberto) y abuela materna. Posteriormente ingresa al Liceo de San Bernardo donde permanece hasta segundo año de humanidades para después integrarse al Colegio San Agustín de Santiago. A los 16 años comienza sus estudios de Derecho en la Universidad Católica; sin embargo, a los dos años, se cambia a Filosofía y Letras, que también abandona.
Desde ese momento colaboró en numerosas revistas y diarios como Ercilla, Plan, Atenea, La Nación, El Mercurio (donde se destacó por sus columnas en la sección Artes y Letras), entre otros. Además, trabajó en la empresa Zig-Zag y fue redactor creativo en distintas agencias publicitarias y en las radioemisoras Agricultura y Minería.
En 1934, fundó junto a Vicente Huidobro y Omar Cáceres la revista Vital/Ombligo. Ese mismo año publicó su primer poemario, titulado Tránsito al fin (traducido el inglés en 1942). Esta actividad creativa coincidió con un período en que se desarrollaban importantes movimientos estéticos del vanguardismo latinoamericano, principalmente el surrealismo y el creacionismo. Además de amigo y admirador de Huidobro, compartió búsquedas poéticas con Pablo Neruda y Volodia Teitelboim, y se mantuvo vinculado muchos años al grupo La Mandrágora.
En 1943 contrajo matrimonio con Alicia Tejeda Oliva (hermana de Juan, quien fue escritor y de Luis, abogado y diputado comunista), con la cual tuvo tres hijas: Ximena, Cecilia y Pilar.
Junto con Teitelboim publica, en 1935, la Antología de poesía chilena nueva, que generó polémica debido a la exclusión de determinados poetas. Esta antología incluyó a Huidobro, Rosamel del Valle, Pablo de Rokha, Pablo Neruda, Humberto Díaz Casanueva, Omar Cáceres, Ángel Cruchaga Santamaría, Juvencio Valle y a ambos antologadores.
En 1944 la editorial estadounidense New Directions lo seleccionó, junto con su amigo Neruda, para su antología anual de poesía latinoamericana contemporánea.
Durante el gobierno de Carlos Ibáñez del Campo, fue designado en 1955 agregado cultural en México, país donde publica Palabras al oído de México (1960). También destaca su entrevista a Alfonso Reyes Ochoa y su oficio de cronista bajo el seudónimo de Osvaldo Guzmán Muñoz.
Por último, trabajó en la Editorial Universitaria como asesor del departamento de publicaciones, cargo que abandonó poco antes de morir el 12 de agosto de 1992, completamente alejado de la literatura.
Su muerte la precipitaron las quemaduras que sufrió el 10 de agosto de 1992 al caer sobre una estufa encendida.
En 1993 la Editorial Universitaria creó el Premio Eduardo Anguita, para distinguir cada dos años a los poetas que no hubieran sido distinguidos con el Premio Nacional de Literatura (el primer laureado fue Jorge Teillier) y, también como otro homenaje, la colección de poesía El poliedro y el mar.

## Su obra

### Temas
Se ha considerado a Anguita como un poeta metafísico por la naturaleza de los temas que trata y por la reflexión filosófica que hace con relación a ellos en su poesía. Estos temas son principalmente: la belleza, la muerte, la temporalidad del hombre y la memoria.
También hay espacio dentro de su producción para el tema religioso, ya que el poeta estuvo abiertamente relacionado con el catolicismo. Pero es un catolicismo no ortodoxo y de variadas influencias, como la concepción pagana de una realidad animada, la anulación del “yo” propia del budismo y de poetas profanos relacionados con la valoración del cuerpo y el erotismo. Es por esto último que podemos ver, en algunos de sus poemas, una relación erótica con la divinidad a la manera de los poetas místicos.
Para resumir temáticamente su obra, se ha hablado de una poesía metafísica y erótica, ligada siempre a un carácter religioso.

### Aspectos formales
Se lo caracteriza por un afán renovador tanto en el lenguaje como en relación con las imágenes que podemos ver en su poesía. Sin embargo, Anguita no olvida las tradiciones (Edad Media, Renacimiento, Barroco). Ya que también llevó a cabo cuidadas elaboraciones al modo de los poetas españoles del Siglo de Oro (siglo XVIII), como Góngora y Quevedo; aplicando también la cuaderna vía (Gonzalo de Berceo) en su Mester de clerecía en memoria de Vicente Huidobro. De la misma manera hace uso de la forma clásica del soneto en sus Sonetos del extranjero.
Con relación a las imágenes, se puede decir que éstas son de carácter más bien hermético, completamente divorciadas de la realidad cotidiana. Funcionan más enunciativamente que significativamente, es decir aludiendo a una sutil belleza evocadora y no tanto a temas elaborados reflexivamente.

### Su concepción de la poesía
Hay que partir de la idea de que Anguita se inscribe dentro de una poesía totalmente desvinculada de la mímesis, es una poesía intelectual.
En el prólogo de la antología que hace junto a Teitelboim, ambos exponen su idea o concepto de la función de la poesía. Así, esta sería un reclamo del ser, que pide ser representado dentro del cosmos y nunca se podría considerar como un mero entretenimiento del espíritu.
Anguita ha dicho que para él la poesía es la visión primera que se tiene de algo y debería expresar siempre ese instante de primera vez.
Establece una diferencia radical entre el lenguaje de la poesía y el de uso cotidiano. El que usamos comúnmente estaría desarrollado en el estado de vigilia de la conciencia, mientras que el poético se produciría por el choque entre la conciencia y el subconsciente.

## Obras

### Poesía
- Tránsito al fin, 1934
- Anguita, cinco poemas, 1951
- Palabras al oído de México, prosa y poesía, 1960
- El poliedro y el mar,  1962
- Venus en el pudridero, 1967 (en 1980 sale una nueva edición corregida)
- Poesía entera, antología, 1970
- Definición y Pérdida de la Persona, Editorial Universitaria, 1984
- Poesía entera. Obra poética completa, Ed. Universitaria, 1994 (con introducción de Pedro Lastra)
- Anguitología, antología, Ed. Universitaria, 1999 (selección y prólogo de Andrés Morales)

### Cuento
- Inseguridad del hombre, 1948

### Ensayo/Crónica
- Rimbaud pecador, ensayo, 1963
- La belleza del pensar, crónicas, 1988
- Los privilegios del libro, ensayo, 1993
- Páginas de la memoria, RIL Editores / Dibam, 2000; reúne artículos publicados en la revista Plan entre 1972 y 1973, más Voluntad y prefiguración del Paraíso, aparecido en 1953 en la revista David por la Verdad y la Vida (2ªed. RIL Editores 2002)

### Antologador/Editor
- Antología de poesía chilena nueva, 1935, junto con Volodia Teitelboim
- Antología de Vicente Huidobro, 1945
- Últimos poemas de Vicente Huidobro, 1948
- Antología de Vicente Huidobro, 1948

### En antologías
- 13 poetas chilenos, 1948